# Approvisionnement en ligne
L'approvisionnement en ligne, ou approvisionnement électronique, ou e-procurement, est un module de la gestion électronique des approvisionnements dans les entreprises ou les organisations. Il fait partie de la gestion électronique des achats qui comprend, en amont, les actions de sélection de fournisseurs (e-sourcing), en aval, le passage et suivi des commandes, le e-procurement.

## Terminologie
Le mot e-procurement est un anglicisme, formé à partir du préfixe e- qui signifie électronique, et procurement qui signifie approvisionnement. L'Office québécois de la langue française propose également comme traduction approvisionnement électronique.
Il est à noter que la Commission générale de terminologie et de néologie déconseille l'emploi du préfixe e- sous toutes ses graphies (e-, é-, i-) pour désigner les activités fondées sur les réseaux informatiques et de télécommunication. C'est pourquoi elle recommande l'usage du terme approvisionnement en ligne.
Pour plus de détails sur les recommandations de la Commission générale de terminologie et de néologie, consulter la section terminologie de l'article e-business.

## Description
Dans le cadre de l'approvisionnement en ligne, les commandes sont passées électroniquement sur des catalogues ou des catalogues privés préalablement négociés dans une phase de sourcing et négociation classique. Les achats sont en général centralisés ou regroupés.
C'est une catégorie de commerce en ligne en mode business to business, ou encore d'entreprise à entreprise.

## Atouts majeurs
- Gestion de structures des services, des centres de coûts et des budgets ;
- Procédures d’autorisation à définir librement sur la base des services, des centres de coûts ou des familles de produits ;
- Intégration facile de plusieurs fournisseurs grâce à des catalogues multi-fournisseurs ;
- Gestion des contrats ;
- Moindre risque de mauvais achats ou d'achat pirates (plus de transparence entre l'acheteur et sa direction) ;
- Les commandes sont en général, après approbation, suivies par le demandeur lui-même, l'acheteur professionnel peut ainsi se concentrer sur son métier ;
- Auto-facturation (émission de la facture par le client, article 289 du code général des impôts).

Dans les faits, un utilisateur s'identifie sur une plate-forme électronique par le biais de son réseau interne ou via le réseau internet et consulte les articles mis à sa disposition dans les catalogues. Il sélectionne ceux qu'il désire commander, les ajoute à un panier virtuel, puis soumet sa commande. Cette dernière ne sera expédiée au fournisseur qu'à partir du moment où elle aura suivi le circuit de validation prévu dans l'entreprise.
De plus, l'approvisionnement en ligne permet aux entreprises d'élargir leur catalogue de fournisseurs. En effet, les solutions modernes permettent de connecter les entreprises du monde entier entre elles et donc de saisir de nouvelles opportunités.

## Acteurs
Le marché a tendance à se concentrer.
Une liste (non exhaustive) des leaders sur le marché :
- Corcentric
- Ariba
- Basware
- Coupa
- GEP
- Ivalua
- Jaggaer (BravoSolution, SciQuest, Pool 4 Tool)
- Proactis (Perfect Commerce - Hubwoo)
- Synertrade
- Zycus